# Symphonie no 1 de Milhaud
Pour les articles homonymes, voir Symphonie no 1.
La Symphonie no 1 opus 210 est composée par Darius Milhaud en 1939 et dédiée à l'Orchestre symphonique de Chicago. Elle a été créée à Chicago le 17 octobre 1940 sous la direction du compositeur.

## Structure
1. Pastoral : Modérément animé
2. Scherzo : Très très très vif
3. Andante : Très modéré
4. Final : Animé

## Instrumentation
| Instrumentation de la Symphonie no 1                                                                               |
| Bois |
| 1 piccolo, 3 flûtes, 2 hautbois , 1 cor anglais 2 clarinettes en si, 1 clarinette basse, 2 bassons, 1 contrebasson |
| Cuivres |
| 4 cors, 3 trompettes, 3 trombones, 1 tuba                                                                          |
| Percussions |
| timbales, batterie                                                                                                 |
| Cordes |
| premiers violons, seconds violons, altos, violoncelles, contrebasses 1 harpe                                       |

## Enregistrements
- 1943 enregistrement mono chez Guild label, par l'Orchestre symphonique de la NBC dirigé par Leopold Stokowski
- 1991 enregistrement de Michel Plasson et de l'Orchestre national du Capitole de Toulouse chez Deutsche Grammophon
- 1995 Sinfonieorchester Basel, Chef: Alun Francis (CPO), faisant partie du coffret des Symphonies No. 1-12 de Milhaud chez CPO